# Aracs-díj
Az Aracs-díj egy vajdasági magyar közéleti-kulturális díj, melynek célja a délvidéki magyarság megmaradását, kulturális és gazdasági gyarapodását szolgáló munka serkentése. Neve az aracsi pusztatemplom emlékét idézi. A díjat az 1997-ben Szabadkán alakult Aracs Társadalmi Szervezet adja át.

## Díjak
- Az Aracs-díj Szervátiusz Tibor kisplasztikájából és Boros György által készített díszoklevélből, valamint pénzjutalomból áll, 1998 óta adják át.
- Az Aracs-érem Kutas Ágnes budapesti szobrászművész alkotása, Boros György által készített díszoklevéllel és pénzjutalommal együtt, 1999 óta adják át.
- Az Aracs–Főnix-díj Kalmár Ferenc szabadkai szobrászművész kisplasztikájából és Gyurkovics Hunor festőművész által készített díszoklevélből áll, 2002 óta adják át.